# Hypolimnas perryi
Hypolimnas perryi är en fjärilsart som beskrevs av Butler 1875. Hypolimnas perryi ingår i släktet Hypolimnas och familjen praktfjärilar. Inga underarter finns listade i Catalogue of Life.